# مفاعل تشيرنوبل

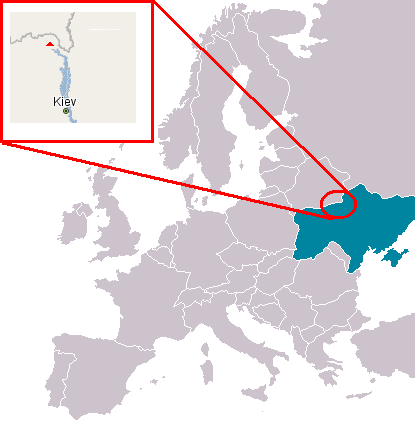
موقع تشرنوبيل على خريطة أوكرانيا.

مفاعل تشرنوبل (أوكراني:Чорнобиль، روسي: Чернобыль) محطة طاقة نووية شيدت لتوليد الطاقة الكهربائية. يقع مفاعل تشرنوبل بمحاذاة مدينة برابيت الأوكرانية وعلى بعد 18 كم شمال غرب مدينة تشيرنوبيل المهجورة حالياً والواقعة في مقاطعة كييف. يأتي الاسم من كلمتي تشروني (чорний، أسود) وبيليا (билля، أعشاب). كان المفاعل رقم 4 موقع كارثة تشيرنوبيل سنة 1986.

## الإنشاء
موقع المحطة يبعد ب 18 كم عن مدينة تشرنوبيل و16 كم عن حدود أوكرانيا مع بيلاروسيا ويبعد بحوالي 100 كم عن مدينة كييف وبمحاذاة مدينة برايبت التي أنجزت في البداية لايواء العمال وعائلاتهم.
احتوت المحطة على 4 مفاعلات من نوع آر بي إم كي -1000 (RBMK-1000) القادرة على توليد 1000 ميغاواط من الكهرباء في الساعة انطلاقا من الطاقة النووية وكانت ثالث محطة طاقة نووية (بعد محطتي لينيغراد وخورسك) ينشأها الاتحاد السوفياتي باستعمال هذه المفاعلات والأولى في أوكرانيا. بدأ إنشاء المفاعلات سنة 1971 حيث تم إنشاء المفاعل 1 و2 وشرع المفاعل رقم 1 في العمل سنة 1975 والمفاعل 2 سنة 1976. وسنة 1977 شرع في إنشاء المفاعلين 3 و4 ليتم بدأ استغلالهما سنة 1981 و1983 على التوالي، وبعدها شرع في إنشاء مفاعلين آخرين 5 و6 واقتربت الأشغال من نهايتها بالمفاعل 5 الذي كان من المقرر بداية استغلاله سنة 1986 لكن كارثة تشرنوبيل التي سببها انفجار المفاعل 4 أوقفت ذلك.
كانت المحطة قبل الحادثة تمول أوكرانيا التي كانت تابعة للاتحاد السوفياتي بحوالي 10% مما تحتاجه من كهرباء.

## الحوادث

### 1982
في سنة 1982 وقع حادث انصهار لب المفاعل 1، ولم يتم الإعلان عنه للرأي العام إلا بعد مرور عدة سنوات. وبدأت عمليات إصلاحه وإرجاعه للخدمة سنة 1985 واستمرت عدة شهور.

صورة المفاعل 4 بعد الكارثة.

شهد مفاعل تشيرنوبيل أكبر كارثة نووية عرفها العالم وقعت يوم السبت 26 أبريل من عام 1986 على الساعة 1:24 ليلا. كان ما يقرب من 200 موظف يعملون في المفاعلات (3,2,1) بينما كان يتم إجراء تجارب السلامة في المفاعل 4 فوقع انفجار كبير نجم عن انصهار لب المفاعل نتيجة ارتفاع درجة حرارته بشكل كبير جدا نتجت عن اخطاء تقنية ارتكبها عمال المناوبة الليلة الذين كانوا شبابا لا يملكون خبرة كبيرة ونتج عنه تعطل إحدى المحركات التوربينية وفشل نظام التبريد الخاص بالمفاعل وادى الانفجار إلى توقف جميع أنظمة التحكم بالمفاعل.
قوة الانفجار نسفت سقف المفاعل الذي يزن 2000 طن من الفولاذ وانطلق ما يوازي 8 طن من الوقود النووي إلى السماء. تدخلت بعدها فرق الإنقاذ لاطفاء الحريق والتي كانت تجهل تسرب مواد خطيرة مثل اليورانيوم والبلوتونيوم والسيزيوم واليود ونتج عنه تعرضهم لمستويات خطيرة من الاشعاع الذي وصل آلاف أضعاف المستوى العادي تسببت في الأشهر اللاحقة في وفاة 36 شخصا أغلبهم من عمال الإطفاء وعمال المحطة.
بعد التكتم على الحادث في اليومين الاوليين أعلن الاتحاد السوفياتي أن منطقة تشرنوبل منطقة منكوبة وبدأت عمليات اجلاء مئات آلاف السكان من المناطق المحيطة بالمفاعل وقد جند أمهر الخبراء والمختصين في المجال النووي لدى السوفياتيين لتقليل خطر الانبعاثات الاشعاعية واستمرت عمليات مكافحة الحرائق وتخفيض درجة الإشعاع لمدة 10 أيام ونصح الخبراء باستعمال الرمال والطين ومواد أخرى منها الرصاص والبور لاطفاء الحريق وتخفيف مستويات الإشعاع حيث تم رميها من المروحيات والتي خاطر من كانوا على متنها بحياتهم لانقاذ حياة الملايين. وكان انبعاث المواد المشعة التي عادل تأثيرها ما لا يقل عن 200 قنبلة كتلك التي ألقيت على مدينة هيروشيما سببا في تلوث أجواء جزء كبير من أوروبا بالاشعاعات، لا سيما أوكرانيا، بيلاروسيا، روسيا، ألمانيا وحتى السويد.
بعد نجاح عملية التحكم في الحرائق تنبه الخبراء إلى ان هناك خطر وشيك اخر وهو تسرب المادة المنصهرة المشعة إلى التربة ونهر دنيبر ما كان سيحدث كارثة حقيقة لأن النهر كان يمول ملايين السكان بالمياه الصالحة للشرب إضافة إلى امكانية وصول الإشعاع إلى المياه الجوفية ما يعني كارثة أخرى تستمر لمئات السنين لذلك تم اللجوء إلى بناء غرفة من الخرسانة المسلحة تحت المفاعل لمحاصرة صهارة المواد المتفاعلة المشعة بدرجة خطيرة ومنعها من التسرب إلى باطن التربة وتشييد غلاف خرساني من 700 ألف طن من الحديد الصلب والاسمنت حول المفاعل بغرض احكام الاغلاق على حوالي 200 طن من خليط الوقود المشع والاسمنت والرمال التي انصهرت.
حشد حوالي 600 ألف شخص من كل الانحاء اغلبهم كان من أفراد الجيش بالإضافة إلى قوات الإطفاء والدفاع المدني وعمال المناجم شاركوا في عمليات اطفاء الحرائق وازالة مخلفات الانفجار التي كانت مشبعة بالإشعاع إضافة إلى اخلاء المدن المجاورة وقتل كل الحيوانات بعد اصابتها بالإشعاع.
أدى الحادث وما نجم عن الاشعاعات إلى وفاة حوالي 2000 شخص حسب ارقام الاتحاد السوفياتي و8000 آلاف حسبما صرحت به أوكرانيا بعد انفصالها وذلك في الأشهر والأعوام التي تلت الحادثة إضافة إلى اصابة مئات الالاف بالاشعاعات بدرجات متفاوتة ما سبب للكثير منهم الأمراض خصوصا السرطان والاعاقات والتشوهات وبلغت الخسائر المادية أكثر من ثلاثه مليارات دولار إضافة إلى تهجير أكثر من 200 ألف ساكن وتحول مدينتي شرنوبيل وبرايبت إلى مدن اشباح.
و ذكر برنامج وثائقي على قناة الجزيرة أن عدم إعلام المواطنيين بشكل فوري قد زاد من حجم الكارثة

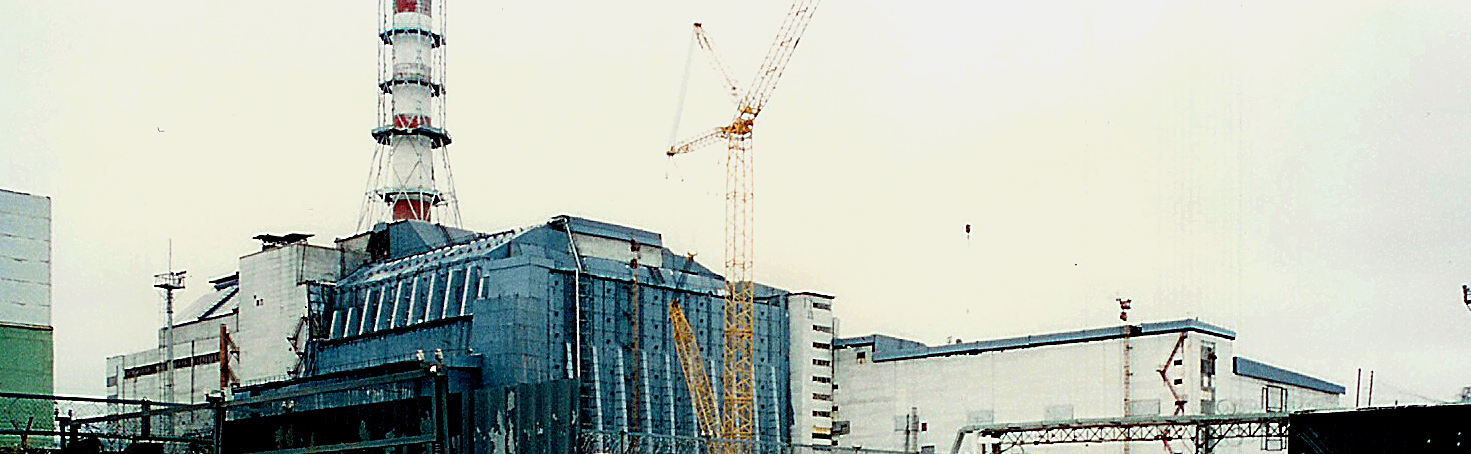
عمليات بناء الجدار الخرساني حول المفاعل 4

### 1991
كانت المحطة تضع المحركات التوربينية التابعة لكل مفاعل في قاعة واحدة كبيرة دون أي فصل بينهم حيث يرتبط بكل مفاعل من المفاعلات الاربعة محركان توربينيان، في 11 أكتوبر 1991 اندلع حريق في المحرك التوربيني 4 المرتبط مع المفاعل 2 بسبب تسرب هيدروجيني ما تسبب في الحاق الضرر بالمحرك وبسقف قاعة التوربينات ولكن لم تلحق الأضرار بقاعة التوربينات المجاورة.
أوكرانيا التي استقلت من الاتحاد السوفياتي سنة 1991، قام فيها البرلمان المكون أساسا من الشباب الاصلاحيين بفتح النقاش حول قضية تشرنوبيل. النقاش حول مستقبل الطاقة النووية ساهم في دفع الحكومة اتجاه قرار سياسي بايقاف العمل في المفاعل 2.

## وقف العمل
بعد انفجار المفاعل 4 استمر بعدها العمل بباقي المفاعلات المتواجدة بالمحطة، لكن حادث 1991 بالمفاعل 2 اخرجه من الخدمة وفي سنة 1996 توقف العمل بالمفاعل 1 وتبعه ايقاف المفاعل 3 في 15 ديسمبر 2000 تصديقا لوعد الرئيس الأوكراني ليونيد كوتشما بايقاف المحطة كلياً.

## وصلات خارجية
- Photos of a visit to the reactor of Chernobyl in April 2006